# Rektangel
Et rektangel er en plan firkant, hvori modstående sider er lige lange, og alle fire vinkler er rette (90°). Firkanten på illustrationen til højre er et rektangel; bemærk at de røde hjørner der er indtegnet, blot symboliserer at hjørnerne danner rette vinkler; de er ikke en del af selve rektanglet.

## Areal, omkreds m.v.
For et rektangel der som vist på illustrationen har har bredden {\displaystyle a} og højden {\displaystyle b} kan man beregne:
- Arealet {\displaystyle A} som {\displaystyle A=a\cdot b}
- Omkredsen {\displaystyle O} som {\displaystyle O=2\cdot (a+b)}
- Diagonalerne har begge længden {\displaystyle d={\sqrt {a^{2}+b^{2}}}} (Pythagoras' sætning)